# Kostel Nejsvětějšího srdce Páně (Kopaniny)
Kostel Nejsvětějšího srdce Páně je katolický, a zároveň jediný kostel v Kopaninách u Aše, v okrese Cheb. Byl postaven v roce 1890 v pseudogotickém stylu.

## Popis stavby
Loď kostela je obdélníkového půdorysu, se třemi vystupujícími kapličkami v zadní části. V hlavní části lodi jsou po každé straně čtyři okna. Věž vystupující z lodě v přední střední části je v základu čtvercová, v patře poté osmihranná. Loď i věž jsou zdobeny opěrnými sloupy se dvěma stříškami.

## Historie
Kostel byl postaven v roce 1890 za vlády Zedtwitzů na Ašsku. Vysvěcen byl téhož roku, 22. června. Kolem kostela se nachází neudržovaný německý hřbitov s velkou, rozpadající se zedtwitzkou hrobkou.

## Zajímavosti
V roce 1995 byl v kostele nalezen obraz z počátku 18. století, který byl prozkoumán rentgenem, a bylo zjištěno, že jeho námětem je Zvěstování Panny Marie.